# Maria Antònia Martí
M. Antònia Martí Antonin  (Toni Martí) es una lingüista catalana de la Universidad de Barcelona, donde es catedrática del Departamento de Lingüística General y Filología Catalana y también directora del Centro de Lenguaje y Computación (CLiC), empresa para la prestación de servicios y el desarrollo de recursos de ingeniería lingüística adscrita al Parque Científico de Barcelona.
En la actualidad es profesora de Lingüística Computacional. También ha sido profesora colaboradora de la UOC y autora y coordinadora de diversos materiales docentes para los estudios de Filología Catalana de dicha universidad. Desarrolla su investigación en el área del procesamiento del lenguaje y la modelización computacional del conocimiento lingüístico, la extracción de la información y el desarrollo de recursos de ingeniería lingüística.

## Trayectoria
Se licenció en Filología Románica (Hispánicas) en 1973 y es doctora en Filología Románica por la Universidad de Barcelona desde 1988 cuando defendió su tesis titulada "Processament informatic del llenguatge: un sistema d'analisi morfologica per ordinador" (Procesamiento informático del lenguaje. un sistema de análisis morfológico por ordenador) bajo la dirección de María Teresa Cabré.
Ha creado y fomentado grupos de investigación, en los campos de filología y procesamiento del lenguaje natural, Lingüística  Computacional, Lingüística Empírica y Lingüística de Corpus.
Sus logros científicos se plasman en sus publicaciones, en los proyectos de investigación que en muchas ocasiones incluían a amplios consorcios a nivel estatal e internacional que logró reunir y liderar con éxito, y en las más de doce tesis doctorales que ha dirigido.
Su capacidad de liderazgo se ha plasmado en múltiples esfuerzos para la promoción y construcción de la comunidad científica en sus áreas de trabajo:
- Creación y dirección del Centro de Lenguaje y Computación (CLiC).[1][2]
- Presidenta de la sociedad científica SEPLN desde 1990 hasta 1996 (Sociedad Española para el Procesamiento del Lenguaje Natural). También ha sido miembro del comité de programa del congreso internacional dela SEPLN desde 1993 y miembro del consejo asesor de su revista científica.[1][9][10][11]

## Libros
En 2002 junto con Joaquim Llisterri Boix publicó un libro sobre el tratamiento del lenguaje natural, describiendo tanto los estudios sobre la lengua oral como sobre la lengua escrita.Las Tecnologías Lingüísticas que tan famosas se han convertido de la mano de la Inteligencia Artificial no eran tan famosas al principio de siglo pero era entonces cuando se estaban creando las bases para su éxito actual.
Junto con Juan Alberto Alonso Martín publicó en 2003 con la editorial de la Universidad Oberta de Catalunya un libro que recogió el estado del arte en Tecnologías del lenguaje en aquel momento. 
El Depósito Digital de la Universidad de Barcelona muestra la versión digital de más de 50 de sus publicaciones.

## Premios
- Año 2000: Premio 'Emprenedors 2000', CIDEM, Generalidad de Cataluña. Proyecto: Scriptum.